# Sainte-Marie-de-Vaux
Sainte-Marie-de-Vaux är en kommun i departementet Haute-Vienne i regionen Nouvelle-Aquitaine i västra Frankrike. Kommunen ligger i kantonen Saint-Laurent-sur-Gorre som tillhör arrondissementet Rochechouart. År 2022 hade Sainte-Marie-de-Vaux 206 invånare.

## Befolkningsutveckling
Antalet invånare i kommunen Sainte-Marie-de-Vaux
| Referens: INSEE |